# 완창대군
완창대군(完昌大君, 1305년 ~ ?)은 조선 도조의 첫째 아들로, 휘는 자흥(子興), 자는 성첨(聖瞻), 호는 취헌(翠軒), 시호는 정간(貞簡)이며, 몽고식 이름은 탑사불화(塔思不花)이다. 역동(易東) 우탁(禹倬)에게서 수학하고, 원나라에서 천호(千戶), 고려에서 좌윤(左尹)을 역임하였다.
조선 태조에 의해 병조판서에 추증되었고, 1871년 3월 9일에 정간(貞簡)이라는 시호를 받았다.
1872년 12월 4일 고종에 의해 완창대군 영종정경에 추봉되고 부조묘를 명하였다. 부조묘는 함흥 귀주동에 있다.

## 생애
1305년 (고려 충렬왕 31년)에 태어났다. 아버지 이춘은 원나라의 천호였다. 1342년(고려 충혜왕 복위 3년)7월에아버지 이춘이 죽기 직전에 이자흥에게 천호직을 물려줄려고 했다. 그러나 측실 조씨는 자신이 낳은 완자부카나 나하이에게 넘겨주길 바랬다. 그일로 이자흥과 조씨 부인은 다투었고, 이자흥은 원나라에 직접 가서 자신이 적장자임을 밝히고, 천호를 물려받았다. 그러나 겨우 2달인 9월에 사망했다.

## 가계 관계
- 아버지 : 조선 도조
- 어머니 : 경순왕후(敬順王后) 박씨(朴氏)
  - 동생 : 환조대왕(桓祖大王) 이자춘 (李子春)
  - 동생 : 완원대군(完原大君) 이자선(李子宣)
  - 동생 : 완천대군(完川大君) 이평(李平)
  - 동생 : 완성대군(完城大君) 이종(李宗)
  - 동생 : 문혜공주(文惠公主) - 대장군(大將軍) 문인영(文仁永)에게 하가(下家)
  - 동생 : 문숙공주(文淑公主) - 다루가치(達魯花赤) 김마분(金馬紛)에게 하가(下家)
  - 동생 : 문의공주(文懿公主) - 허중(許重)에게 하가(下家)
- 계모 : 한양 조씨 조양기(趙良琪)의 딸 조씨 부인(趙氏 夫人)
  - 이복동생 : 이완자불화(李完者不花)
  - 이복동생 : 이나해(李那海)

### 자손
- 처 : 한양 조씨 조숙(趙淑)의 딸
  - 아들 : 이교주(李咬住)
  - 아들 : 운성군 이종룡(雲城君 李從龍)
  - 양자 : 영성대군(永城大君) 이천계(李天桂, 1333~1392) - 환조의 삼남